# Теорема Бояї — Гервіна

За теоремою Уоллеса-Бояї-Гервіна квадрат можна розрізати на частини і скласти в трикутник такої самої площі.

В геометрії теорема Воллеса-Бояї-Гервіна, названа ім'ям Вільяма Воллеса, Фаркаша Бояї і Павла Гервіна, стверджує, що будь-які два простих багатокутника рівної площі є рівноскладеними; тобто можна розрізати на кінцеве число багатокутних шматочків та перегрупувати частини так, щоб отримати другий багатокутник.
Ясно, що будь-які два рівноскладені багатокутники є рівновеликі.
Перегрупування означає, що можливо застосувати паралельне перенесення і обертання для кожної частини багатокутника.
На відміну від узагальненого рішення для квадратури круга Тарського, аксіома вибору не потрібна для доказу, і розкладання та збирання може бути фактично здійснено фактично, тобто можна все вирізати ножицями з паперу.
Теорему можливо розділити на два кроки. Спершу, кожен багатокутник може бути розрізано на трикутники: для опуклих багатокутників безпосередньо послідовно відрізуємо вершини, для увігнутих багатокутників це робиться більш уважно. Кожен з цих трикутників може потім бути перетворений на прямокутний трикутник, для цього достатньо провести висоту. Тому легко обчислити площу такого трикутника, яка дорівнює половині площі прямокутника, або ж можна розбити прямокутний трикутник і зібрати прямокутник. Другий крок — кожен правильний трикутник (чи еквівалентний прямокутник) може бути перегрупований у прямокутник з заданою (одиничною) довжиною сторони. З цього виходить, що кожен багатокутник може бути еквівалентний прямокутнику з так заданими шириною і висотою, щоб дорівнювати його площі, що і доводить теорему.

## Вищі розмірності
Аналогічне твердження про багатогранник в тривимірному просторі, відоме як третя проблема Гільберта, є хибним. Це було доведено Максом Деном в 1900.

## Історія
Фаркаш Бояї вперше сформулював питання. Гервін довів теорему в 1833, але остаточно це зробив Уоллес вже в 1807.
Згідно з іншими джерелами, Бояї та Гервін незалежно один від одного довели теорему в 1833 і 1835, відповідно.